# Eduard Brill
Eduard Brill (* 2. November 1877 in München; † 16. Dezember 1968 in Würzburg) war ein deutscher Architekt und Kunstgewerbler, der auch als Fachschul-Leiter und Museumsdirektor tätig war.

## Leben
Brill studierte Architektur an der Technischen Hochschule München und an der Technischen Hochschule (Berlin-)Charlottenburg. Er schlug zunächst die Laufbahn eines Baubeamten im bayerischen Staatsdienst ein und arbeitete von 1900 bis 1903 als Referendar am Landbauamt Nürnberg. Nach dem bestandenen 2. Staatsexamen war er von 1903 bis 1905 als Bauamts-Assessor in Passau tätig. Von 1905 bis 1908 arbeitete er als Assistent von Theodor Fischer in Stuttgart. Fischer beauftragte ihn 1908 mit der Bauleitung seiner Ulmer Garnisonskirche, die im November 1910 fertiggestellt wurde.
1910 wurde Eduard Brill zum Rektor der Kreis-Baugewerkschule Kaiserslautern (ab 1913 Kreisbau- und Handwerkerschule Kaiserslautern) und gleichzeitig zum Direktor des mit der Schule eng verbundenen Pfälzischen Gewerbemuseums berufen. Er blieb in Kaiserslautern, wo er auch als Architekt wirkte, bis er (um 1923) als Direktor der Kunstgewerbeschule, der späteren Staatsschule für angewandte Kunst, nach Nürnberg ging.
Eduard Brill führte ab ca. 1923 den Titel eines Professors. Er war Mitglied im Bund Deutscher Architekten und im Deutschen Werkbund.
Brill war in erster Ehe mit der Kunstgewerblerin und Innenarchitektin Hedwig Brill, geborene Gmelin († 1924), verheiratet, das Paar hatte drei Kinder. Später heiratete er die Malerin und Grafikerin Rosa Ulsamer (* 1884 in Nürnberg; auch Rosa Brill-Ulsamer).

## Bauten und Entwürfe
- 1898/1899: Entwurf zu einer Villa für einen Maler (colorierte Perspektive; wohl Studienaufgabe)[6]
- 1913: Villa Jaenisch in Kaiserslautern, Villenstraße 6/8
- 1914–1915: Erweiterungsbau des Pfälzischen Gewerbemuseums (heutiges Museum Pfalzgalerie Kaiserslautern) in Kaiserslautern[7]
- 1919–1925: Wohnungsbauten im so genannten Bunten Block in Kaiserslautern[8][9]
- 1927–1928: Sommerhaus für eine kinderreiche Familie in Kampen (Insel Sylt)[10]